# Клаудія Пашкоал
Клаудія Пашкоал (порт. Cláudia Pascoal, 1994, Гондомар, Португалія) — португальська співачка. Представниця Португалії на пісенному конкурсі Євробачення 2018 з піснею «O jardim».

## Кар'єра
2010 року взяла участь у португальському музичному шоу «Ídolos», а 2013 року — у «Factor X». 2014 року зайняла третє місце у відборі для ведучого ток-шоу «Curto Circuito». 2015 року вдруге взяла участь в «Ídolos».
2017 року стала фіналісткою п'ятого сезону «Голосу країни» Португалії.
2018 року перемогла у португальському відборі на Євробачення.

## Дискографія

### Сингли
- "O jardim" (featuring Isaura) (2018)